# Malongo Kassamba
Malongo Kassamba – kongijski piłkarz grający na pozycji napastnika. W swojej karierze grał w reprezentacji Zairu.

## Kariera reprezentacyjna
W 1976 roku Kassamba został powołany do reprezentacji Zairu na Puchar Narodów Afryki 1976. Zagrał w nim w dwóch meczach grupowych: z Marokiem (0:1) i z Sudanem (1:1).